# Svenskt ambulansflyg
Svenskt Ambulansflyg är ett  kommunalförbund där alla Sveriges 21 regioner är medlemmar. Verksamheten är operativ för hela Sveriges sedan 21 februari 2022. 
Förbundets ändamål är att bedriva luftfartsverksamhet och för medlemmarna tillhandahålla ambulansflyg samt samordna och koordinera densamma. I ansvaret ingår att via egen regi eller utkontraktering omhänderta den operativa driften av såväl ambulansflyg som beställnings- och koordineringscentral. Förbundet ska också för medlemmarnas räkning samverka – ingå avtal eller överenskommelser – i syfte att öka nationell eller internationell beredskap och förmåga. Förbundet ska även i övrigt verka för utveckling av förbundets verksamhet.
Förbundets kansli har sitt säte i Umeå tillsammans med koordineringscentral i byggnad inom Norrlands universitetssjukhus.
Svenskt Ambulansflyg äger sex specialutrustade ambulansflygplan av modellen Pilatus PC-24, med tidsbegränsad option på  ytterligare fyra flygplan. De första fyra ambulansflygplanen levererades i augusti 2021 och de sista i november samma år.   
Ambulansflygplanen kan ta upp till tre liggande patienter.  
Kommunalförbundet har baser vid Umeå Airport, Stockholm Arlanda Airport och Göteborg Landvetter Airport. 
Svenskt Ambulansflyg samverkar med tre vårdgivande regioner: Region Västerbotten, Region Uppsala och Västra Götalandsregionen.

## Historik
Kommunalförbundet bildades 2016 på basis av utredningenVård på vingar – Nationell samordning av luftburen ambulanssjukvård 2012. Denna föreslog bland annat att en nationell organisation för ambulanshelikoptrar och ambulansflygplan skulle bildas.